# Объединённая тайская нация
Партия «Объединённая тайская нация» (тайск. พรรครวมไทยสร้างชาติ; также известная как Руам Тай Сан Шарт; сокращённо — ОТН) — тайская консервативная политическая партия, основанная в марте 2021 года помощником премьер-министра Праюта Чан-Оча Сексаколом Аттавонгом. Политическая партия участвовала в парламентских выборах 2023 года, а действующий на тот момент премьер-министр страны Прают Чан-Оча являлся кандидатом от данной партии на пост председателя правительства.

## История
Партия «Объединённая тайская нация» (ОТН) была основана в марте 2021 года Сексаколом Аттавонгом, бывшим помощником премьер-министра Праюта Чан-Оча, чтобы поддержать последнего в выдвижении на должность премьер-министра после выборов 2023 года.
Пирапан Салиратхавибхага, нынешний лидер ОТН, бывший член парламента от «Демократической партии» и советник премьер-министра, заявлял, что ОТН будет приветствовать Праюта, если он решит покинуть партию «Паланг Прачарат». ОТН также привлекла нескольких депутатов, дезертировавших из «Демократической партии». Среди них Аканат Промфан, бывший заместитель генерального секретаря «Демократической партии», ныне занимающий должность генерального секретаря «Объединённой тайской нации». Однако Аканат Промфан в интервью заявил, что ОТН не является политическим ответвлением «Демократической партии». Промфан рассказал, что у него тесные связи с «Демократической партией», поскольку его мать, Шрисакул Промфан, была депутатом партии от Накхонратчасимы, а некоторые из его родственников также являются стойкими сторонниками. Однако он объяснил, что решил выйти из «Демократической партии» в начале 2022 года, чтобы использовать новые возможности в ОТН.
Действующий премьер-министр Прают Чан-Оча официально присоединился к партии 23 декабря 2022 года и подтвердил, что баллотируется в качестве кандидата в премьер-министры от ОТН. Промфан сказал, что партия надеется получить около 100 мест в парламенте на выборах 2023 года после решения Чан-Оча присоединиться к партии. Промфан подтвердил, что слухи о переходе около 40 ключевых депутатов от других партий на сторону ОТН в значительной степени правдивы. The Diplomat сообщил, что момент смены партии Чан-Очей был стратегическим, поскольку это произошло в критический период, когда политик, который отдалился от своих старых союзников в правящей партии «Паланг Прачарат», попытался обновить свой имидж в преддверии выборов. Издание назвало ОТН правыми в политическом спектре и сообщило, что партия, как ожидается, будет менее компромиссной политической силой, чем «Паланг Прачарат», которую возглавляет Правит Вонгсуван, сторонник примирения, который способен договариваться со многими политическими фракциями, в том числе в оппозиционном лагере.
Аканат Промфан сказал, что «Объединённая тайская нация» будет готова работать с любой политической силой, если их политические идеологии не конфликтуют. Наблюдатели рассматривают ОТН как потенциального близкого союзника жёлторубашечного «Народного альянса за демократию». Однако некоторые члены из противоположного лагеря краснорубашечников «Объединённого фронта за демократию против диктатуры» также присоединились к ОТН. По словам наблюдателей, партия, скорее всего, получит поддержку на юге страны, где популярен Чан-Оча. Заместитель премьер-министра Правит Вонгсуван заявил журналистам, что его правящая «Паланг Прачарат» фактически является той же партией, что и партия «Объединённая тайская нация», к которой присоединился премьер-министр Прают Чан-Оча.
Партия «Пхыа Тхаи», тем временем, призвала Избирательную комиссию следить за ролью генерала Чан-Очи в качестве премьер-министра, чтобы гарантировать, что он не может злоупотреблять своей властью и использовать её для поддержки кампании партии «Объединённая тайская нация».
11 июля 2023 года, через два месяца после парламентских выборов, Прают Чан-Оча объявил о своём решении выйти из партии и уйти из политики.

## Результат на выборах

### Парламентские выборы
| Выборы | Получено всего мест | По партийным спискам | По партийным спискам | По партийным спискам | По округам | По округам | По округам | Изменения                                                                                      | Лидер кампании |
| Выборы | Получено всего мест | Голосов              | Доля                 | Мест                 | Голосов    | Доля       | Мест       | Изменения                                                                                      | Лидер кампании |
| ------ | ------------------- | -------------------- | -------------------- | -------------------- | ---------- | ---------- | ---------- | ---------------------------------------------------------------------------------------------- | -------------- |
| 2023   | 36 из 500           | 4 766 408            | 12,55%               | 13                   | 3 607 575  | 9,48%      | 23         | ▲36 мест; Младший партнёр правительственной коалиции (ПТ-БЖТ-ПП-ОТН-ШП-ПШ-ПТР-ПНР-ТЛП-НСС-ПТО) | Прают Чан-Оча  |